# Хмельницкий академический областной театр кукол
Хмельницкий академический областной театр кукол (укр. Хмельницький академічний обласний театр ляльок — областной академический кукольный театр в городе Хмельницком, Украина. Расположен в центре города по адресу ул. Проскуровская, дом. 46, г. Хмельницкий, 29001, Украина.

## История
Основан в 1970 году Сергеем Ефремовым. Поначалу театр размещался в 2 комнатах тогдашней областной филармонии. Первым спектаклем был «Восставшие джунгли», премьера которого состоялась 3 ноября 1970 года.
5 ноября 2009 года театр получил статус академического, его название теперь звучит: Хмельницкий академический областной театр кукол.

## Репертуар
Репертуар театра составляет	украинская и мировая народная сказка, классическая и современная драматургия.

## Руководство
- Директор — заслуженный работник культуры Украины Алла Пундик;
- Главный режиссер — заслуженный деятель искусств Украины Сергей Брижань;
- Главный художник — Михаил Николаев